# Acrotomodes lichenifera
Acrotomodes lichenifera är en fjärilsart som beskrevs av W. Warren 1904. Acrotomodes lichenifera ingår i släktet Acrotomodes och familjen mätare. Inga underarter finns listade i Catalogue of Life.